# Лебедев, Владимир Семёнович
Владимир Семёнович Лебедев (31 мая 1915 — 12 января 1966) — партийный деятель, журналист.

## Биография
В 1939 году окончил Московский электромеханический институт инженеров транспорта. В 1941 выпускник Высшей партийной школы при ЦК ВКП(б).
В 1941—1944 заведующий отделом Всесоюзного радио.
С 1944 в аппарате ЦК ВКП(б),
В 1953—1954 гг. заместитель заведующего Отделом пропаганды и агитации ЦК КПСС. Лебедев публиковал свои статьи в газете «Правда», журнале «Коммунист» и других идеологических изданиях.
В 1954—1964 гг. помощник Первого секретаря ЦК КПСС и председателя Совмина СССР Н. С. Хрущёва.
Соавтор книги «Лицом к лицу с Америкой. Рассказ о поездке Н. С. Хрущёва в США» (1959). В 1960 получил за эту книгу совместно с другими соавторами Ленинскую премию.
Занимался в аппарате Хрущева вопросами культуры, литературы, театра. По словам дочери Хрущева Рады Аджубей Лебедев играл в аппарате Хрущева сдерживающую роль разумного либерала: «Он <Лебедев> иногда звонил Алеше <Алексею Аджубею, зятю Хрущёва>: приходи, надо посоветоваться. Готовится страшное решение. Может быть, сможем что-то остановить…».
Именно Лебедеву удалось добиться публикации в СССР «Одного дня Ивана Денисовича» А. И. Солженицына. 6 августа 1962 года А. Т. Твардовский передал Лебедеву письмо и рукопись повести. В сентябре на даче в Пицунде Лебедев в часы отдыха стал читать вслух повесть Хрущёву. Хрущёву рассказ понравился, и он распорядился предоставить в ЦК КПСС 23 экземпляра «Ивана Денисовича» для ведущих деятелей КПСС. 15 сентября Лебедев передал Твардовскому, что рассказ Хрущёвым одобрен.
Кроме повести Солженицына Лебедеву удалось согласовать с Хрущёвым и ряд других «неугодных» публикаций — книгу Э. Казакевича «Синяя тетрадь», поэму «Тёркин на том свете» и другие.
Эрнст Неизвестный вспоминал, что после разгромной выставки в Манеже, где он отвечал на обвинения очень остро, к нему подошёл незнакомец и сказал: «„Вы очень мужественный человек, Эрнст Иосифович, и если вам надо будет, мне позвоните“, и сунул какой-то телефон. Я сгоряча не разобрался, кто это, а спустя некоторое время узнал, что это был помощник Хрущева Лебедев, с которым, кстати, встречался потом минимум 20 раз».
После отставки Хрущёва снят с поста в аппарате ЦК, по инициативе Суслова назначен младшим редактором в Политиздат. Умер через полтора года. Похоронен на Ваганьковском кладбище.
Выступая на похоронах А. Т. Твардовский сказал: "Имя Лебедева принадлежит истории литературы. Всецело ему, вопреки многим невозможностям, предубеждению, прямому сопротивлению мрачных сил, принадлежит честь и заслуга «пробития» «Ивана Денисовича», заключительных глав «Далей», а затем «Тёркина на том свете»".

## Внешний облик
невысокий, очень интеллигентный, простой и во взгляде и в обращении человек, с которым Твардовский поспешил меня познакомить. Это и был Лебедев. Меня поразила его непохожесть на партийных деятелей, его безусловная тихая интеллигентность (он был в безоправных очках, только стёкла и поблескивали, оставалось впечатление как от пенсне). Александр Солженицын

## Семья
- Жена — Надежда Даниловна Лебедева, урождённая Гаплевская (14 сентября 1915 г. — 4 декабря 1985 г.)[9]
- Сын — Игорь Владимирович (5 марта 1945 г. — 24 марта 2006 г.), чрезвычайный и полномочный посол РФ[9].